# 7th Heaven (1927)
7th Heaven of Seventh Heaven is een stomme film uit 1927 onder regie van Frank Borzage met Janet Gaynor en Charles Farrell in de hoofdrollen. De film is gebaseerd op een toneelstuk van Austin Strong. 
De film werd bij de 1ste Oscaruitreiking genomineerd voor vijf Oscars en won er drie, waaronder in de categorie "Beste Regisseur" en "Beste Actrice". 
Bij de Nederlandse uitgave in 1928 werd de film uitgebracht onder de titel Twee menschen. De film gaat over een voortvluchtige (Gaynor) die zich schuilhoudt bij een arme loodgieter. Terwijl hij hunkert naar een promotie, worden ze verliefd op elkaar.

## Rolverdeling
| Acteur          | Personage |
| --------------- | --------- |
| Janet Gaynor    | Diane     |
| Charles Farrell | Chico     |